# Artynia Catena
La Artynia Catena è una formazione geologica della superficie di Marte.